# Ischnura ordosi
Ischnura ordosi är en trollsländeart som beskrevs av Aleksandr Nikolaevich Bartenev 1911. Ischnura ordosi ingår i släktet Ischnura och familjen dammflicksländor. Inga underarter finns listade i Catalogue of Life.